# Machiques de Perijá
Machiques de Perijá é um município da Venezuela localizado no estado de Zulia.
A capital do município é a cidade de Machiques.